# Burgruine Hopfach
Die Burgruine Hopfach ist eine abgegangene Höhenburg auf dem 412 m ü. NN hohen Eichelberg über dem Bühlertal bei dem Ortsteil Hopfach der Gemeinde Wolpertshausen im Landkreis Schwäbisch Hall in Baden-Württemberg.
Die Burg wurde vermutlich vor 1286 erbaut und war Sitz der von 1286 bis 1313 genannten Bruenn von Hopfach. Der Burgstall zeigt noch deutliche Mauerreste.

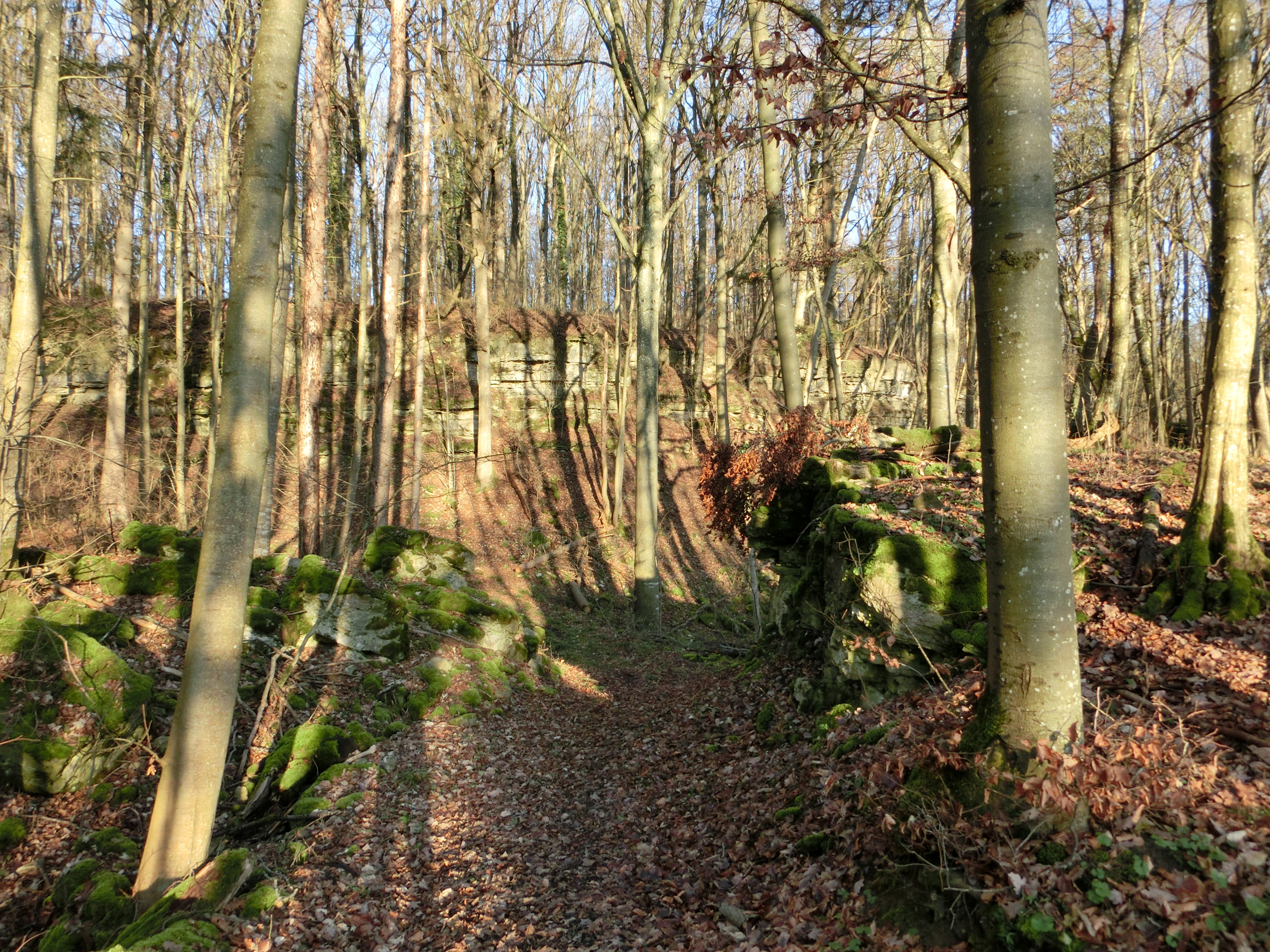
Burg Hopfach, Blick in den Burggraben
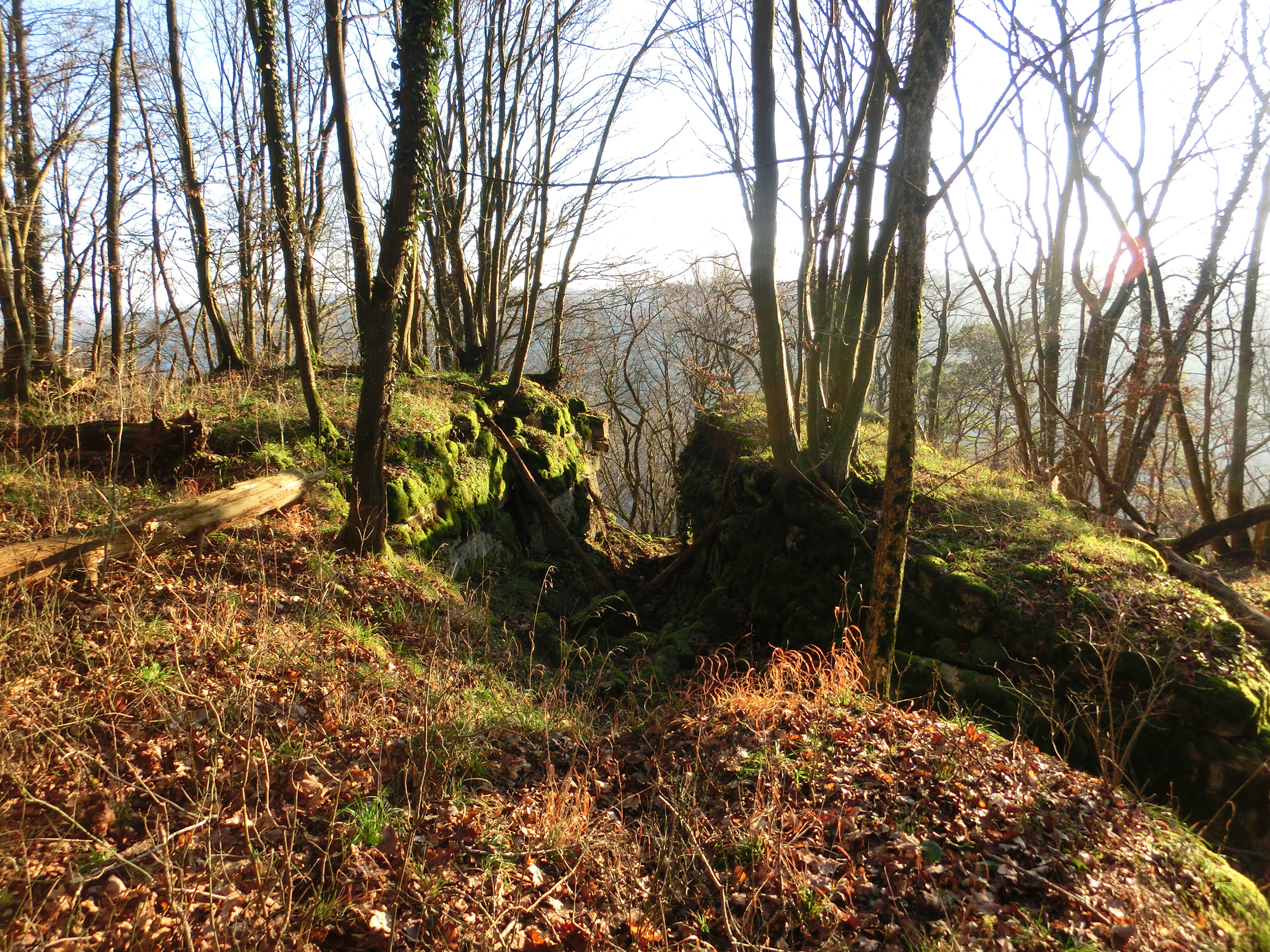
Burg Hopfach, Felsabgang am Burgareal
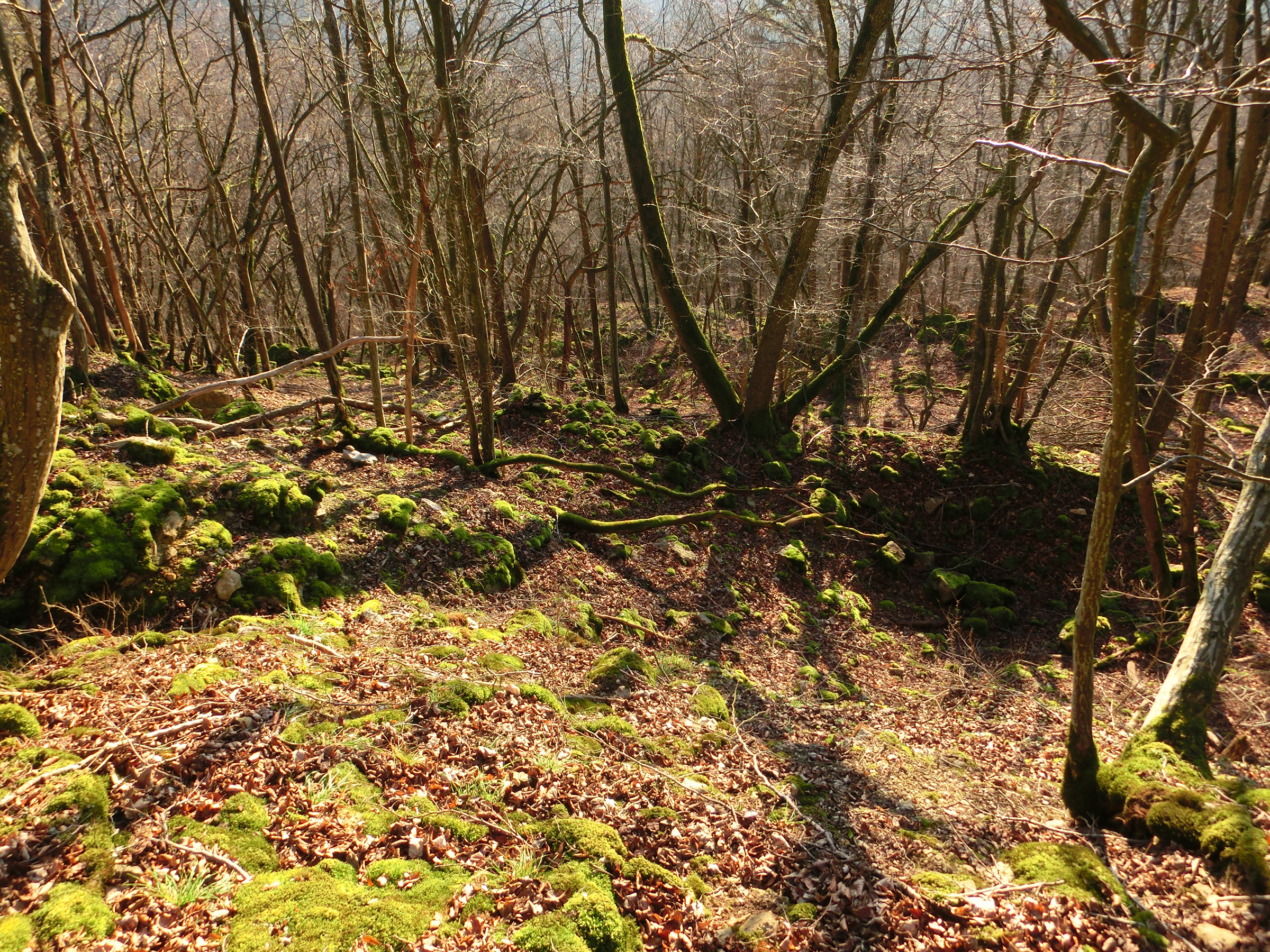
Burg Hopfach, Blick den Hang hinunter, Steinreste deutlich sichtbar